# Wólka Polanowska
Wólka Polanowska (do 2001 Wólka Dobrska) – wieś w Polsce położona w województwie lubelskim, w powiecie opolskim, w gminie Wilków.
W latach 1975–1998 miejscowość należała administracyjnie do ówczesnego województwa lubelskiego.
Wieś stanowi sołectwo w gminie Wilków. Według Narodowego Spisu Powszechnego z roku 2011 wieś liczyła 281 mieszkańców.
We wsi istnieje ochotnicza straż pożarna, włączona do KSRG. Obok remizy stoi murowana kaplica św. Izydora z 1920 r. (podawana jest też data 1909 r.) wystawiona przez zasłużoną dla Wólki Polanowskiej i Powiśla rodzinę Madejów.

## Historia
Historyczna nazwa wsi brzmi Wólka Dobrska, według spisu pogłównego, płacą tu w roku 1675 od 55 poddanych. Według spisu z roku 1827 Wólka Dobrska wieś prywatna występuje w dwóch częściach miała w części pierwszej 21 domów i 152 mieszkańców, a w części drugiej 12 domów i 97 mieszkańców. W drugiej połowie XIX wieku Wólka Dobrska stanowi wieś w gminie Rogów parafii Wilków.
W 1846 roku mieszkało w Wólce 38 rodzin, w sumie było wówczas 209 mieszkańców.